# Welles Crowther
Welles Remy Crowther, född den 17 maj 1977, död den 11 september 2001, var en av de som efter sin död i 11 september-attacken mot World Trade Center i New York blivit känd. Crowther arbetade för Sandler O'Neill and Partners på den 104:e våningen i det södra World Trade Center-tornet (2 WTC). Enligt vittnen återvände Crowther åtminstone tre gånger in i byggnaden efter kraschen för att rädda människor. Han räddade minst 18 personer, men omkom själv.